# Hafenbahn Newburyport
| Streckenlänge: | 3,17 km              |                                                          |                                                          |
| Spurweite: | 1435 mm (Normalspur) |                                                          |                                                          |
| |                      |                                                          |                                                          |
| Gesellschaft: | zuletzt BM           |                                                          |                                                          |
| \| \| \| von Boston \| \| \| \| 0,00 \| nach Portsmouth \| nach Portsmouth \| \| \| \| Abstellanlage MBTA \| \| \| \| \| Verbindung von Wakefield Junction \| \| \| \| \| Massachusetts Northeastern Street Railway (High Road) \| \| \| \| \| Massachusetts Northeastern Street Railway (Water Street) \| \| \| \| 3,17 \| Newburyport Wharf MA \| Newburyport Wharf MA \| |                      |                                                          |                                                          |
| Strecke |                      | von Boston                                               | von Boston                                               |
| Abzweig geradeaus und nach links | 0,00                 | nach Portsmouth                                          | nach Portsmouth                                          |
| Betriebs-/Güterbahnhof Strecke ab hier außer Betrieb |                      | Abstellanlage MBTA                                       | Abstellanlage MBTA                                       |
| Abzweig geradeaus und von links (Strecke außer Betrieb) |                      | Verbindung von Wakefield Junction                        | Verbindung von Wakefield Junction                        |
| Kreuzung geradeaus unten (Strecken außer Betrieb) |                      | Massachusetts Northeastern Street Railway (High Road)    | Massachusetts Northeastern Street Railway (High Road)    |
| Kreuzung (Strecken außer Betrieb) |                      | Massachusetts Northeastern Street Railway (Water Street) | Massachusetts Northeastern Street Railway (Water Street) |
| Betriebs-/Güterbahnhof Streckenende (Strecke außer Betrieb) | 3,17                 | Newburyport Wharf MA                                     | Newburyport Wharf MA                                     |

Die Hafenbahn Newburyport ist eine Eisenbahnstrecke in der Stadt Newburyport in Massachusetts (Vereinigte Staaten). Sie ist 3,17 Kilometer lang und band die Hafenanlagen in der Stadt an das Eisenbahnnetz an. Die normalspurige Strecke ist stillgelegt. Der frühere Abzweig der Strecke dient heute als Abstellanlage der Massachusetts Bay Transportation Authority, die den Personenverkehr von Boston nach Newburyport betreibt.

## Geschichte
Die Hafenanlagen in Newburyport liegen östlich des Stadtzentrums am Südufer des Merrimac River, der hier in den Atlantik fließt. Die durch die Stadt führende Bahnstrecke East Boston–Portsmouth der Eastern Railroad berührt das Hafengebiet nicht. Eine Anbindung in den Bahnhof Newburyport selbst war nicht möglich, da sich dazwischen die innerstädtische Bebauung befindet. Am 12. Juni 1869 wurde daher die Newburyport City Railroad Company gegründet, die eine Bahnstrecke vom Hafen zu einem Punkt südlich der Stadt bauen sollte, wo Anschluss an die beiden Bahnstrecken hergestellt werden sollte, die in die Stadt führen. Die Bahnstrecke nach Wakefield war 1850 durch die Newburyport Railroad eröffnet worden und besaß zum Zeitpunkt der Gründung noch ihren eigenen Endbahnhof an der Pond Street. Die Hafenbahn sollte südlich der Kreuzung der beiden Eisenbahnstrecken aus der Eastern-Hauptstrecke abzweigen. Die Bauarbeiten wurden 1872 ausgeführt. Ein Verbindungsgleis in Richtung Wakefield, das die Hauptstrecke niveaugleich kreuzte, wurde ebenfalls eingebaut, um Kohlezüge in Richtung Lawrence über diese Strecke leiten zu können. Die Hafenbahn Newburyport ging am 14. September 1872 in Betrieb.
Bereits einen Monat vor der Eröffnung, am 14. August 1872, pachtete die Eastern Railroad die Bahngesellschaft und die Hafenbahn für 20 Jahre, um zu verhindern, dass die Boston and Maine Railroad, der die Strecke nach Wakefield gehörte, die Hafenbahn übernahm und den Hafengüterverkehr über ihr eigenes Streckennetz in Richtung Boston führte. Die Eastern führte den Betrieb auf der Hafenbahn. Ab 1884 ging die Betriebsführung dennoch auf die Boston&Maine über, nachdem diese ihrerseits die Eastern Railroad gepachtet hatte. Sie erwarb die Newburyport City Railroad Company am 16. Januar 1893. Auf der Strecke fand kein Personenverkehr statt. Der Güterverkehr verlagerte sich insbesondere nach dem Zweiten Weltkrieg immer mehr auf die Straße, sodass die Strecke 1971 stillgelegt und in der Folge abgebaut wurde.

## Streckenbeschreibung
Die Strecke zweigt nahe dem heutigen Personenbahnhof der MBTA aus der Hauptstrecke von Boston ab. Hier liegt heute die Abstellanlage der MBTA. Die Trasse verläuft in nordöstlicher Richtung. Sie unterquert die High Road und nach mehreren Bahnübergängen ist das Ufer des Merrimac River erreicht. Die Strecke biegt nun in nordwestliche Richtung ab und verläuft unmittelbar am Flussufer durch die Hafenanlagen. Die Trasse ist gut erhalten, lediglich im Hafengebiet wurden viele Abschnitte überbaut.